# فهرست تالاب‌های ایران
ایران هم با اینکه در اقلیم گرم و خشک قرار گرفته، تالاب‌های متنوعی دارد و از ۴۲ نوع تالاب شناخته شده در جهان، ۴۱ نوع به‌جز تالاب‌های خیلی سردسیری توندرا در ایران به ثبت رسیده است. طبق طبقه‌بندی کنوانسیون جهانی حفاظت از تالاب‌ها ۴۲ نوع تالاب شناخته شده که ۱۲ نوع آن ساحلی و دریایی، ۲۰ نوع داخل خشکی و ۱۰ نوع مصنوعی هستند. تالاب‌ها بخش مهمی از اکوسیستم طبیعی هستند که اگر با بی‌توجهی روبه‌رو شوند، آسیب‌های جدی به طبیعت منطقه وارد می‌کنند. بیش از ۱۴۰ تالاب در فهرست آیین‌نامه اجرایی تبصره ماده ۱ قانون حفاظت، احیا و مدیریت تالاب‌های کشور نامبرده شده است؛ بنابراین ایران از نعمت تالاب‌های متنوعی برخوردار است.
تالاب‌ها میزبان جمع شگفت‌انگیزی از حیات وحش هستند؛ از مرغ ماهی‌خوار گرفته تا تمساح، از حواصیل تا اسب‌آبی و انبوهی از حیات گیاهی کمیاب و موجودات آبی دیگر. تالاب‌ها اندازه‌های متنوعی دارند؛ از یک آبگیر محلی تا خلیج‌های قطبی وسیع ده میلیون هکتاری کانادا، بزرگ یا کوچک، شمال یا جنوب کارکرد تالاب‌ها کم و بیش همانند است که مهم‌ترین آن‌ها پشتیبانی از تنوع عظیمی از حیات وحش که در صورت نبود تالاب‌ها منقرض می‌شدند. کارکرد دیگر تالاب‌ها، حفاظت میلیون‌ها نفر از عواقب فاجعه بار سیل‌ها، طوفان‌ها و امواج دریا است.
تالاب‌های متعددی در ایران وجود دارد امّا منظور از تالاب‌های بین‌المللی چیست؟ تالاب‌های بین‌المللی آن دسته از تالاب‌هایی هستند که در کنوانسیون رامسر به ثبت رسیدند؛ قرارداد بین دولتی کنوانسیون رامسر که دوم فوریه سال ۱۹۷۱ به‌منظور حفاظت از تالاب‌ها در شهر رامسر استان مازندران منعقد شد و این پیمان بین‌المللی با عنوان «کنوانسیون بین‌المللی رامسر» نامگذاری شد. روز ۲ فوریه هم به نام «روز جهانی تالاب‌ها» ثبت شد. تمام تالاب‌های مهم دنیا که در این کنوانسیون ثبت می‌شوند، عنوان «رامسر سایت» را دریافت می‌کنند. تاکنون ۲۴۱۴ رامسر سایت در دنیا به ثبت رسیده‌اند. از بین تالاب‌های ایران، ۲۵ مورد در این کنوانسیون به ثبت رسیده‌اند و گفته شده چند تالاب دیگر هم در انتظار ثبت در رامسر سایت هستند که در لیست تالاب‌های بین‌المللی قرار بگیرند. در کنار کنوانسیون رامسر تعدادی از تالاب‌ها که وضعیت مناسبی ندارند در لیست مونترو قرار گرفته‌اند!

## وسعت
وسعت تحت پوشش تالاب‌های ایران حدود ۳ میلیون هکتار (۳۰ هزار کیلومتر مربع) از اراضی کشور است که به‌طور ملموسی بیشتر این نواحی همجوار با جامعه روستایی و اراضی کشاورزی است و پیوندی بسیار پیچیده و ظریف بین بخش کشاورزی و زیست‌بوم تالاب‌ها وجود دارد و هر گونه تغییر در بخش کشاورزی بر منابع تالابی و حیات آن اثرگذار است. بزرگ‌ترین تالاب ایران تالاب شادگان است.

## طرح حفاظت از تالاب‌های ایران
کنوانسیون رامسر قدیمی‌ترین معاهده بین‌المللی دنیا به مورخ ۱۹۷۱ میلادی (۱۳۵۰ ه‍.ش)، با موضوع حفاظت از طبیعت و تنوع‌زیستی تالابی است که ایران در شکل‌گیری آن نقشی کلیدی ایفا کرد. این کنوانسیون به عنوان مهم‌ترین و شناخته‌شده‌ترین مرجع، تعریف عمومی و رایجی را از تالاب‌ها ارائه کرده است: «مناطق مردابی، آبگیر، تورب‌زار (پیت‌زار)، آبی به صورت طبیعی، مصنوعی، دائم یا موقت با آب ساکن، جاری شیرین، لب‌شور یا شور مشتمل بر آن دسته از آب‌های دریایی که عمق آب درکشند پایین از ۶ متر تجاوز نکند را تالاب می‌گویند.»
طرح حفاظت از تالاب‌های ایران به عنوان یکی از اصیل‌ترین و مهم‌ترین طرح‌های محیط‌زیستی ایران به دنبال پیاده‌سازی رویکرد زیست‌بومی در مدیریت تالاب‌های ایران است. آسیب به منابع پایه آب و خاک به معنای آسیب به جوهره و بستر محیط‌زیست است و بویژه تالاب‌ها به عنوان یکی از زیست‌بوم‌های متأثر از این آسیب‌ها هستند که به دنبال آن نه تنها حیات گونه‌های مختلف جانوری و گیاهی، بلکه تأمین اقتصاد محلی با چالش روبرو می‌شود. معاون نماینده مقیم برنامه توسعه ملل متحد بر ضرورت تدوین برنامه‌های راهبردی طرح حفاظت از تالاب‌های ایران تأکید کرد. در بیست و هفتمین جلسه کمیته راهبری طرح حفاظت از تالاب‌های ایران که در سالن جلسات سازمان حفاظت محیط زیست برگزار شد نمایندگان برنامه توسعه ملل متحد، وزارتخانه‌های امور خارجه، جهاد کشاورزی، نیرو، تعاون، کار و رفاه اجتماعی، کشور، میراث فرهنگی، گردشگری و صنایع دستی، سازمان‌های برنامه و بودجه کشور، جنگل‌ها مراتع و آبخیزداری کشور، اداره کل حفاظت محیط‌زیست استان‌های آذربایجان شرقی، غربی، فارس و خوزستان و نمایندگان تشکل‌های غیردولتی حضور داشتند.

## وضعیت
با کاهش ۳۴ درصدی بارش باران نسبت به سال قبل (۱۳۹۹) از یک سو و توسعه و حکمرانی نادرست بر منابع آبی کشور در سال‌های اخیر از سوی دیگر، شاهد وضعیت نامناسب تالاب‌های ایران هستیم. وضعیت تالاب‌ها نامناسب است، معیشت مردم محلی بسیاری به تالاب‌ها وابسته است، تجربه‌های به دست آمده از فعالیت‌های طرح حفاظت از تالاب‌های ایران در حوضه آبریز دریاچه ارومیه نشان می‌دهد، با تصمیمات درست و استمرار در اجرای آنان، می‌توان شاهد گام‌های مثبتی در راستای حفظ و توسعه پایدار تالاب و جلوگیری از مهاجرت مردم محلی از آن مناطق بود.
تالاب بین‌المللی گاوخونی که در نبود حقابه سالانه ۱۷۶ میلیون مترمکعبی، ۹۶ درصد وسعت خود را از دست داده است و با کمتر از چهار درصد مساحت به زندگی خود ادامه می‌دهد، با برداشت بی‌رویه از ذخایر طبیعی و نابودی گونه‌های منحصربه‌فرد گیاهی و جانوری خود، روزبه‌روز به نابودی نزدیک‌تر می‌شود.

## فهرست
| نام تالاب             | استان              |                                     |
| --------------------- | ------------------ | ----------------------------------- |
| بیشه دالان            | لرستان             |                                     |
| تالاب آقگل            | همدان              |                                     |
| تالاب آلاگل           | گلستان             |                                     |
| تالاب آلماگل          | گلستان             |                                     |
| تالاب استیل           | گیلان              |                                     |
| تالاب انزلی           | گیلان              |                                     |
| تالاب تنگلی           | گلستان             |                                     |
| تالاب چغاخور          | چهارمحال و بختیاری |                                     |
| تالاب زردابه          | لرستان             |                                     |
| تالاب سولقان          | چهارمحال و بختیاری |                                     |
| تالاب شادگان          | خوزستان            |                                     |
| تالاب کمجان           | فارس               |                                     |
| تالاب سولدوز          | آذربایجان غربی     |                                     |
| تالاب شورگل           | آذربایجان غربی     |                                     |
| تالاب کانی برازان     | آذربایجان غربی     |                                     |
| تالاب کیاکلایه        | گیلان              |                                     |
| تالاب گاوخونی         | اصفهان             |                                     |
| تالاب گندمان          | چهارمحال و بختیاری |                                     |
| تالاب لیپار           | سیستان و بلوچستان  |                                     |
| تالاب میقان           | مرکزی              |                                     |
| تالاب‌های لپو و پلنگان | مازندران           |                                     |
| تالاب پریشان          | فارس               | ثبت شده به عنوان ذخیره گاه زیست کره |
| تالاب ساهون           | مازندران           |                                     |
| دریاچه هامون          | سیستان و بلوچستان  | ثبت شده به عنوان ذخیره گاه زیست کره |
| تالاب قوری گؤل        | آذربایجان شرقی     |                                     |
| لمبیر ملکی            | هرمزگان            |                                     |
| مانداب عینک           | گیلان              |                                     |
| هورالعظیم             | خوزستان            |                                     |
| تالاب بلمک            | لرستان             |                                     |
| تالاب گمیشان          | گلستان             |                                     |

تالاب‌های دارای برنامه مدیریت زیست‌بومی
1. تالاب نوروزلو
2. تالاب کانی برازان
3. خلیج گواتر
4. تالاب قره قشلاق
5. تالاب قوریگل
6. تالاب سولدوز
7. تالاب گاوخونی
8. دریاچه بختگان، طشک و کمجان
9. تالاب شادگان
10. تالاب پریشان و دشت ارژن
11. مجموعه تالاب‌های آلاگل، آلماگل و آجی گل
12. تالاب حرای رود شور، شیرین و میناب
13. تالاب چغاخور
14. تالاب‌های بین‌المللی هامون
15. تالاب میقان
16. تالاب حله
17. تالاب زریوار
18. دریاچه ارومیه

تالاب‌های ثبت شده به عنوان ذخیره‌گاه‌های زیست‌کره در ایران
1. هامون پوزک
2. هامون صابری و هیرمند
3. تالاب خورخوران
4. تالاب پریشان و دشت ارژن
5. شبه جزیره میانکاله، خلیج گرگان و آبندان لپوزاغمرز
6. دریاچه ارومیه